# Wes Carr
Wes Carr, noto anche con lo pseudonimo di Buffalo Tales (Gawler, 14 settembre 1982), è un cantautore e polistrumentista australiano.
Divenuto inizialmente noto al grande pubblico per la vittoria della sesta stagione di Australian Idol nel 2008, ha successivamente pubblicato l'album The Way the World Looks con Sony Music Australia, contenente il singolo You, che ha raggiunto il primo posto nella ARIA Singles Chart, ARIA Physical Singles Chart e ARIA Aussie Singles, il secondo nella ARIA Digital Tracks e il quinto nella Australian Airplay Chart, ottenendo il disco d'oro dalla Australian Recording Industry Association.

## Discografia
- 2008 - Simple Sum
- 2009 - The Way the World Looks
- 2013 - Roadtrip Confessions
- 2018 - Australiana